# Dalton Trumbo
Dalton Trumbo (Montrose, Colorado, 9 de diciembre de 1905 - Los Ángeles, 10 de septiembre de 1976) fue un novelista, guionista y director de cine 
estadounidense perseguido por el macarthismo (fue uno de los Diez de Hollywood). Se vio obligado a testificar ante el Comité de Actividades Antiestadounidenses en 1947, dentro de la búsqueda de elementos comunistas en la industria del cine. Debido a esto, tuvo que usar seudónimos en sus trabajos. Entre las películas cuyos guiones escribió destacan Johnny tomó su fusil, Papillon, Espartaco, Éxodo y dos que recibieron el premio Óscar por su labor: Vacaciones en Roma y El bravo.

## Carrera
Nacido en la localidad de Montrose (Colorado), Trumbo se graduó en el Grand Junction High School. Asistió durante dos años a la Universidad de Colorado, donde actualmente la fuente central lleva su nombre. 
Comenzó a trabajar para la revista Vogue. En 1937 se inició en el mundo del cine y en la década siguiente se convirtió en uno de los guionistas mejor pagados de Hollywood gracias a películas como Treinta Segundos sobre Tokio (1944), Our Vines Have Tender Grapes (1945) o Kitty Foyle (1940), en la que fue nominado al Óscar al mejor guion adaptado.
En el campo de la novela, en 1939 consiguió el National Book Award por Johnny Got His Gun, novela de inspiración pacifista que surgió a raíz de la impresión que le transmitió la imagen de un soldado desfigurado en la Primera Guerra Mundial.
En los años 50, el futuro autor de los guiones de Espartaco, Johnny tomó su fusil (basada en su propia novela) o Roman Holiday (en español Vacaciones en Roma), fue víctima de la caza de brujas contra el comunismo emprendida por el senador McCarthy en Estados Unidos. El guionista fue acusado por el Comité de Actividades Antiestadounidenses (arma política encargada de vigilar la "peligrosa influencia comunista" en Hollywood durante la Guerra Fría). Él prefirió seguir fiel a sus principios y fue encarcelado durante 11 meses y se exilió posteriormente en México.
Desde allí, continuó escribiendo con extraordinario talento para defender la libertad de expresión y siempre bajo diferentes pseudónimos. Kirk Douglas fue el primero en devolver su nombre a las pantallas con el estreno de Espartaco, lo que le valió enfrentarse a los partidarios de la lista negra de Hollywood.
Su propio hijo, Christopher Trumbo —siguiendo las huellas de su padre como guionista— y el director Peter Askin (Lío en la Habana, Company Man) han querido rendir homenaje a su figura, dedicándole el conmovedor documental Trumbo y la lista negra.
En el documental, actuales estrellas de Hollywood como Michael Douglas, Dustin Hoffman, Donald Sutherland, Liam Neeson, Paul Giamatti o Josh Lucas ponen voz a las cartas y fragmentos escritos por el propio Dalton, aclamado en la actualidad, por muchos, como el mejor guionista de aquel momento.
Además de la intervención de estos testimonios, el documental combina sus extraordinarias cartas con imágenes de archivo, clips de sus películas y entrevistas a testigos del entorno de Trumbo, uno de los escritores favoritos de Hollywood.
Dalton Trumbo fue miembro de los llamados Diez de Hollywood, grupo rebelde que rechazó la investigación autoritaria y se negó a testificar en 1947 en los famosos juicios del macarthismo (o «caza de brujas»).
Al criticar los métodos utilizados por McCarthy y sus seguidores para limitar la libertad de expresión, Trumbo sufrió represalias laborales y fue perjudicado en todo sentido.

### Ganador de dos Óscar
Durante su exilio, Dalton Trumbo disminuyó su producción, pero se mantuvo activo dentro de lo posible, a menudo sin crédito.
Ganó dos Óscar por trabajos muy distintos: Vacaciones en Roma (1953) y El bravo (1956) y en secreto, gracias a colegas y seudónimos.
En este segundo caso, la Academia de Hollywood lo reconoció como legítimo ganador de la estatuilla en 1975, un año antes de su muerte, mientras que en el primero, su victoria se oficializó póstumamente en 1993.
En Vacaciones en Roma (1953), película de William Wyler que lanzó al estrellato a Audrey Hepburn como una solitaria princesa ávida de vivir nuevas experiencias, lo cubrió Ian McLellan Hunter, y en El bravo (1956), cinta de Irving Rapper sobre la íntima relación de un niño mexicano y su toro de lidia, firmó como «Robert Rich».
En 1971, Dalton Trumbo dirigió Johnny tomó su fusil, la adaptación de su novelaJohnny Got His Gun, interpretada por Timothy Bottoms, Diane Varsi y Jason Robards. 
La película Papillon (1973), con guion coescrito por Trumbo en uno de sus últimos trabajos, muestra la persistencia por alcanzar la libertad de un condenado a cadena perpetua por un crimen que afirma no haber cometido; el preso y su compañero (Steve McQueen y Dustin Hoffman), son enviados al exilio en las colonias penitenciarias de la Guayana Francesa y la Isla del Diablo.
Una de sus últimas películas, Executive Action, se basó en diversas teorías conspiratorias sobre el asesinato de Kennedy.
Murió de un ataque al corazón a la edad de 70 años.

## Activismo político
Trumbo estuvo próximo al Partido Comunista de los Estados Unidos antes de la década de 1940, aunque se unió al partido solo después. Tras el estallido de la Segunda Guerra Mundial en 1939, los comunistas estadounidenses abogaron por la no implicación de Estados Unidos en el conflicto del lado de los Aliados, ya que la firma del Pacto de no agresión Molotov-Ribbentrop supuso que la Unión Soviética estuviera en paz con la Alemania nazi.
En 1940 Trumbo escribió la novela The Remarkable Andrew, en la que hay una secuencia en la que aparece el fantasma de Andrew Jackson para aconsejar a Estados Unidos que no se meta en la guerra. En una reseña de la novela, la revista Time escribió sarcásticamente que "las opiniones del general Jackson no sorprenderán a nadie que haya observado que George Washington y Abraham Lincoln han seguido celosamente las pautas del Partido Comunista en los últimos años".
Poco después de la invasión alemana de la Unión Soviética en 1941, Trumbo y sus editores decidieron suspender la reimpresión de Johnny Got His Gun hasta el final de la guerra. 
Trumbo fue miembro del Partido Comunista de los Estados Unidos de 1943 a 1948.

## Obra

### Guiones
- Road Gang (1936)
- Love Begins at 20 (1936)
- La sirena del puerto (Devil's Playground, 1937) — nueva versión de El submarino (The Submarine, 1928) de Frank Capra
- Fugitives for a Night (1938)
- A Man to Remember (1938) — nueva versión de El viajero solitario (One Man's Journey, 1933) con Lionel Barrymore
- Volvieron cinco (Five Came Back, 1939) — coescrito con Nathanael West y Jerome Cady
- Historias de Broadway (Curtain Call, 1940)
- Nota de divorcio (A Bill of Divorcement, 1940) — nueva versión de Doble sacrificio (A Bill of Divorcement, 1932) de George Cukor
- Espejismo de amor (Kitty Foyle, 1940)
- The Lone Wolf Strikes (1940)
- Me perteneces (You Belong to Me, 1941)
- The Remarkable Andrew (1942)
- Compañero de mi vida (Tender Comrade, 1943)
- Dos en el cielo (A Guy Named Joe, 1944)
- Treinta segundos sobre Tokio (Thirty Seconds Over Tokyo, 1944)
- El sol sale mañana (Our Vines Have Tender Grapes, 1945)
- El demonio de las armas (Gun Crazy, 1950) — acreditado a Millard Kaufman, por estar en la lista negra de Hollywood
- Yo amé a un asesino (He Ran All the Way, 1951) — bajo el pseudónimo Sam Ross
- Cohete K-1 (Rocketship X-M, 1950) — no acreditado, escribe la secuencia marciana
- El merodeador (The Prowler, 1951) — no acreditado en su día
- La princesa que quería vivir / Vacaciones en Roma (Roman Holiday, 1953) — no acreditado en su día
- El gran delito (Mannequins für Rio, 1954) — no acreditado en su día
- El jefe (The Boss, 1956) — no acreditado en su día
- El bravo / El niño y el toro (The Brave One, 1956) — bajo el pseudónimo Robert Rich
- The Green-Eyed Blonde (1957) — no acreditado en su día
- De la Tierra a la Luna (From the Earth to the Moon, 1958)
- Cowboy Cowboy, 1958) — no acreditado en su día
- Espartaco (Spartacus, 1960) — dirigida por Stanley Kubrick, basada en la novela homónima de 1951 de Howard Fast
- Éxodo (Exodus, 1960) — dirigida por Otto Preminger, basada en la novela homónima de 1958 de Leon Uris)
- El último atardecer (The Last Sunset, 1961)
- Ciudad sin piedad Town Without Pity (1961)
- Los valientes andan solos (Lonely Are the Brave, 1962)
- Almas en conflicto / Castillos en la arena (The Sandpiper, 1965)
- Hawai (1966) — basada en la novela homónima de 1959 de James A. Michener
- El hombre de Kiev (The Fixer, 1968)
- Johnny tomó su fusil (Johnny Got His Gun, 1971) — también director
- Orgullo de estirpe (The Horsemen, 1971)
- F.T.A. (1972)
- Acción ejecutiva (Executive Action, 1973)
- Papillon (1973) (basada en la novela homónima de 1969 de Henri Charrière

### Novelas, ensayos y obras de teatro
- Washington Jitters, novela (1936)
- Johnny tomó su fusil, novela (1939)
- The Remarkable Andrew, novela (1940) (conocido como Chronicle of a Literal Man)
- The Biggest Thief in Town, guion de teatro (1949)
- The Time Out of the Toad, ensayo (1972)
- Night of the Aurochs, novela (1979) (inacabada)

### No ficción
- Harry Bridges (1941)
- The Time of the Toad (1949)
- The Devil in the Book (1956)
- Additional Dialogue: Letters of Dalton Trumbo (1942–62, 1970)

## Premios y distinciones
Premios Óscar
| Año  | Categoría            | Película                                                          | Resultado |
| ---- | -------------------- | ----------------------------------------------------------------- | --------- |
| 1941 | Mejor guion adaptado | Espejismo de amor (Kitty Foyle)                                   | Nominado  |
| 1954 | Mejor argumento      | La princesa que quería vivir / Vacaciones en Roma (Roman Holiday) | Ganador   |
| 1954 | Mejor guion          | La princesa que quería vivir / Vacaciones en Roma (Roman Holiday) | Nominado  |
| 1957 | Mejor argumento      | El bravo / El niño y el toro (The Brave One)                      | Ganador   |

Festival Internacional de Cine de Cannes
| Año  | Categoría              | Película                                  | Resultado |
| ---- | ---------------------- | ----------------------------------------- | --------- |
| 1971 | Gran Premio del Jurado | Johnny tomó su fusil (Johnny Got His Gun) | Ganador   |

## Película biográfica
Las peripecias vividas por Dalton Trumbo durante la caza de brujas fueron narradas en el filme Trumbo (2015), dirigido por Jay Roach, donde su personaje fue interpretado por Bryan Cranston. Participan en este filme figuras tan relevantes como Diane Lane como Cleo Beth Fincher, Helen Mirren como Hedda Hopper y John Goodman como Frank King.